# Turbonilla aragoni
Turbonilla aragoni är en snäckart som beskrevs av Dall och Bartsch 1909. Turbonilla aragoni ingår i släktet Turbonilla och familjen Pyramidellidae. Inga underarter finns listade i Catalogue of Life.